# Райская ворона
Райская ворона (лат. Lycocorax pyrrhopterus) — вид воробьинообразных птиц из семейства райских птиц (Paradisaeidae), ранее выделяемый в монотипический род райских воро́н (Lycocorax). Длина тела — 42 см. Обитают в Индонезии: в лесах островов Северного Молукку, расположенных между Сулавеси и Новой Гвинеей.

## Подвиды
Выделяют два подвида:
- Lycocorax pyrrhopterus morotensis Schlegel, 1863 — острова Моротай и Рау
- Lycocorax pyrrhopterus pyrrhopterus (Bonaparte, 1850) — острова Хальмахера, Касирута[нем.] и Бачан